# Canthochilum brodzinskyorum
Canthochilum brodzinskyorum är en skalbaggsart som beskrevs av T. Keith Philips och Ivie 2008. Canthochilum brodzinskyorum ingår i släktet Canthochilum och familjen bladhorningar. Inga underarter finns listade.